# CR交響詩篇エウレカセブン
『CR交響詩篇エウレカセブン』（シーアールこうきょうしへんエウレカセブン）は、2009年1月に西陣より発売・導入されたデジパチタイプのCR機のパチンコ機。

## 概要
テレビアニメ・『交響詩篇エウレカセブン』を元にしたタイアップ機である。
保留先読み機能を生かした「本物連続予告」を搭載。確変継続率80%以上で、2R通常大当たりなどを搭載したバトルタイプではあるが、小当たりがなく、通常時に2Rに当選したとしても、必ず電チューサポートが付与される。2R通常だった場合は77回転で終了するが、2R確変だった場合は次回大当たりまで電チューサポートが継続する。このため潜伏確変がなく、ややこしくなりがちなバトルタイプながら、初心者にもわかりやすいスペックとなっている。
2009年4月、甘デジタイプの『CR交響詩篇エウレカセブンGLB』が導入された。基本スペックこそ変更されたが、演出内容などはZC、Fとほぼ同様である。
本機種の検定期限切れに伴い、2012年1月には後継機『CR交響詩篇エウレカセブン spec2』が発売されている。

## スペック
| 型式 | 大当たり確率   | 確変突入率       | 賞球数  | ラウンド数                 | 時短                   | 大当たり振り分け  |
| ---- | -------------- | ---------------- | ------- | -------------------------- | ---------------------- | ----------------- |
| ZC   | 1/397.7→1/39.8 | 82%（うち2R11%） | 3&10&13 | 7 or 15ラウンド・9カウント | 通常大当たり終了後77回 | 15R: 46%, 7R: 25% |
| F    | 1/346.3→1/34.6 | 80%（うち2R11%） | 3&10&13 | 7 or 15ラウンド・9カウント | 通常大当たり終了後77回 | 15R: 41%, 7R: 28% |
| GLB  | 1/97.7→1/14.0  | 80%（うち2R26%） | 3&10    | 7 or 15ラウンド・6カウント | 通常大当たり終了後20回 | 15R: 12%, 7R: 42% |

※全スペックとも、通常大当たりは全て2R（突然時短）となる。
出典：CR交響詩篇エウレカセブン

## 図柄キャラクター
図柄キャラの名称は、通常時/バトルモードの順に記載

### エウレカボーナス (15R) 図柄
- 1 : ホランド/ターミナス type R606
- 3 : タルホ/ニルヴァーシュ typeZERO spec2
- 5 : レントン/ターミナス type R909
- 7 : エウレカ/ニルヴァーシュ typeZERO
- 9 : 子供たち/月光号

### レギュラーボーナス (7R) 図柄
- 2 : ムーンドギー/モンスーノ type 10
- 4 : ギジェット/スペアヘッド SH-101（青）
- 6 : マシュー/ニルヴァーシュ type the END
- 8 : ヒルダ/スピアヘッド SH-101（赤）

## 役物

### ターミナス type R 606役物
ディスプレイ右下に配置されている黄色のLFO。役物ステップアップのSTEP1時に可動する他は特に機能しない。以下606と呼称。

### ターミナス type R 909役物
ディスプレイ左側に配置されているピンク色のLFO。役物ステップアップのSTEP2時やレーザー滑り予告時に起動。以下909と呼称。

### ニルヴァーシュ typeZERO役物
ディスプレイ上面に配置されている、赤/白のLFO。本機のメインとなる役物であり、役物ステップアップ・コンパク・ドライヴステップアップのSTEP3時をはじめ、激アツ予告であるニルヴァーシュ役物予告などの時には、さらに上半身が現れ、液晶と連動し画面全体を覆うように機能する。ニルヴァーシュと呼称。

### コンパク・ドライヴ役物
ディスプレイ右側に配置されている、縦長の三角柱型の役物。コンパク・ドライヴステップアップ時に発光・可動する他、本物連続予告でのあおりとして可動。緑・青・黄色・赤・レインボーなど様々な色に光る。

## 予告演出

### ステップアップ予告
キャラクターステップアップ（通常Ver）
変動開始時、オレンジ枠のウインドウとウインドウ内にキャラが表示される。最大ステップ5まであるが、キャラがセリフを喋るとリーチ確定となる。ステップ1のギジェット、ステップ2のタルホまではセリフを喋る前にウインドウが消えてしまうガセも存在するが、ステップ飛ばしや他キャラ割り込み、大当たり確定のプレミアムも存在する。
キャラクターステップアップ（カップルVer）
変動開始時、画面奥からハート型のウインドウが飛んでくるとカップルVerとなる。通常Verとあまり機能は変わらないが、通常の銀色枠ではなく金色枠だった場合はチャンスアップ。また、ステップ3からキスVerに変わることがあり、キスVerになれば全回転リーチに発展することがある。
役物ステップアップ
変動開始時、606役物が動き出し、同時にマシューが液晶右下に現れるとステップ1となり、909役物が動きホランド右上に現れればステップ2となる。ここまではリーチ確定ではないが、ニルヴァーシュ役物が動きエウレカとレントンが現れればステップ3となりリーチ確定となる。変動開始時、いきなりステップ3になるとプレミアムとなる。
コンパク・ドライヴステップアップ
変動開始時、コンパク・ドライヴ役物が可動・発光する。ステップ2まではリーチ確定ではなく、他ステップアップ予告とも複合するためあまり意味のない予告となるが、ニルヴァーシュ役物が可動し光を放てばステップ3となりリーチ確定。このステップ3の時の光の色が青→黄→紫→赤→虹と期待度が変化する。虹ならば大当たり確定となる。
チビキャラステップアップ
格納庫背景時のみの予告。ステップ1で子供たちが出現。ステップ2でその子供たちを追いかけるレントン登場。ステップ3でレントンに話しかけるエウレカが登場し、ステップ4で全員集合。

### セリフ対話予告
変動開始時、画面下部にキャラクターとウインドウが表示されれば対話予告となる。プッシュボタンを押すとセリフ内容が表示される。基本的にはキャラが喋ってもリーチ確定ではないが、キャラがセリフを発した後、別キャラが現れてそのセリフに対する返事をすればリーチ確定。さらにその後第3ウインドウが表示されるとチャンス。セリフのウインドウがサクラ柄だったり、文字色が青や赤ならばチャンスアップ。

### タイトル予告
変動中、原作アニメで使用されたタイトル画面が表示される。基本的には話数が大きいほどチャンスとなり（全50話）、ムービーが再生される場合もある。50話全てがあるわけではない。「交響詩篇エウレカセブン」のタイトルロゴが表示されればプレミアムとなる。

### 背景変化予告
基本背景はあまり気にしなくてもいい予告だが、コンビニ背景に限り、変化した回転でリーチがかかると大当たり確定となる。また、目的地選択予告が発生すると、選択した背景へ移行。移行先では専用の予告（パネルワイプ予告、後述）が発生。移行時に擬似連続予告を発生させ、ミッション系リーチに発展することがある。

### 本物連続予告
保留先読み機能を生かした予告。玉がチャッカーに入った瞬間に、通常は緑色で表示される保留の色が変化する。この時、ピコンという電子音が鳴るため、鳴らなかった場合は通常の緑色保留となる。保留の色が通常の緑→青→黄→赤の順に期待度がアップする。仮に4つ目の保留色が変わった場合、手前の3つの保留が連続予告に対応する。連続予告中は、コンパク・ドライヴ役物が可動・発光。変化した保留色に対応した色に発光するが、コンパク・ドライヴの色が異なれば激アツ（保留色が青でコンパク・ドライヴが赤、など）。

### 背景予告
図柄テンパイ後に発生する可能性がある予告。基本的にはエウレカ、アネモネの背景があり、アネモネの方が期待度は高い。この2種類以外の背景が出れば大当たり確定のプレミアム、その種類は10種類近くにも及ぶ。

### 群予告
図柄テンパイ後に発生する可能性がある予告。画面右側から現れ、左側に移動する。エウレカ群、抗体コーラリアン群があり、後者の方が期待度は高い。エウレカ群の最後尾にレントンやパチンコおやじがいるプレミアムも存在。

### ニルヴァーシュ役物予告
スーパー発展時や変動開始時、シャキーンという効果音と共にニルヴァーシュ役物から上半身が降りてくれば期待度大幅アップとなる激アツ予告。そのほか、ハズレ後の復活演出時やニルヴァーシュチャンス（ラウンド数の昇格チャンス）時やバトルモード中にも発生する。

### サッカー予告
朝イチ（筐体の電源スイッチON後）20回転以内に、出玉のある大当たりを引いた場合の50%の確率で発生するプレミア予告。原作第39話がモチーフとなっており、ゲッコーステイトのメンバーでサッカー（フットサル）をする。レントンとエウレカが共にシュートを決めた直後に図柄がテンパイとなり、以降は通常パターンのリーチへと発展する。

### その他予告
来客予告
コンビニ背景専用予告。変動開始時にドアからタルホやマシューなどが来客する。キャラごとに買うものは決まっているが、商品に書かれた文字によって期待度が変化する。カウンターにお菓子が置いてあればチャンスアップ、エウレカの写真があればプレミアムとなる。
パネルワイプ予告
前述の目的地選択予告から移行したステージでの専用予告。原作アニメのカットが無数に画面上に並べられる。最終的に最後の1枚がめくれたらリーチ確定。全画面ムービーが流れればチャンスアップとなる。
Vフラッシュ予告
変動開始時・リーチ直後に、激しい効果音と共に台枠LEDが虹色に光る、大当たり確定の1発告知。発生すれば15R大当たり確定となる。
アラート予告
変動中、警告音と共に、アラートという表示が発生。基本的にはガセか消灯演出となるが、リーチになればチャンス。通常は赤背景だが、青ならプレミアムとなる。
消灯予告
図柄停止時に、図柄が消灯する予告。全消灯すれば、ミッション系リーチまたは2R演出へと発展する。
スカイフィッシュ予告
リーチ成立時、画面中央にスカイフィッシュが登場する予告。プッシュボタンを押すと数匹現れるのが通常パターンだが、郡出現で期待度大幅アップ。スカイフィッシュがピンク色だとプレミアム。
WINボタン予告
プッシュボタンのマークが出現する各演出時に、通常なら筐体の「PUSH」と書かれたボタンマークが「WIN」と書かれた金色のボタンに変化するプレミアム予告。発生すれば大当たり確定。また、ニルヴァーシュチャンス時にこのWINボタンが出れば15R昇格確定となる。

## リーチ演出

### ノーマルリーチ
左右の図柄がテンパイすれば、とりあえずノーマルリーチとなる。図柄停止系には通常停止のほか、左右同時停止などがあるが、いずれもノーマルリーチハズレで終わる場合もある。また、図柄テンパイ後のリーチボイスも様々な種類があり、「激アツ！」と喋れば期待度大幅アップ。「おめでとう」や「喜びなさいよ！」、「最悪だ〜！」などと喋れば大当たり確定となる。図柄アニメーション予告、背景予告、群予告が発生する場合があるが、いずれも複合する事はない。リーチ目プラス2コマを過ぎれば各スーパーリーチに発展。ホワイトアウトし、ニルヴァーシュ役物のあおりが発生。

### コンパク・ドライヴリーチ
ホワイトアウト後、緑または赤のコンパク・ドライヴの背景になればコンパク・ドライヴリーチとなる。いわゆるロングリーチなので大当たりの期待度は低いが、2R当たりの可能性がある。通常は緑背景だが、赤背景ならチャンスアップ。リーチ目のマイナス半コマで止まるショートハズレもあるが、リーチ目プラス半コマで止まり、「EUREKA」という文字が流れれば2R当たりとなる。この時、確変確定のモード「バトルモード」に必ず移行するため、2R通常にはならない。
リーチ中に女の子が降ってくるプレミアムパターンもある。

### ミッション系リーチ
消灯演出で図柄が全消灯すれば発展する可能性のあるリーチ。突如大量発生した抗体コーラリアンの大群を、プッシュボタンの連打で撃破できれば大当たりとなる。通常は15秒以内に1,000匹撃破という内容だが、777匹となっていたり、1246秒以内(原作では抗体コーラリアンの活動限界時間)という制限時間であればプレミアム。また、ギジェットが「大当たり電波をキャッチしました!」と喋ればプレミアム。このリーチ自体の信頼度は比較的低い。

### CGバトル系リーチ
ホワイトアウト後、タルホの「発進！」という号令がかかればCGバトル系リーチへと発展する。様々な対戦相手やチャンスアップが存在するため、予告次第では大当たりも狙えるリーチとなる。また、タルホの代わりにレントンが「勝負！」と言えばチャンスアップ。その2種類以外の号令演出が出ればプレミアムとなる。また、各CGバトル系リーチにはカットイン演出が用意されており、通常は発進したLFOのライダーが下部にカットインするが、その上にタルホやホランド等のカットインが出れば期待度アップ。エウレカのカットインは共通で期待度大幅アップ。子供達や西陣キャラが登場すればプレミアム。
VS モンスーノ
606または909がモンスーノと戦い、最終的にモンスーノを撃破できれば大当たりとなる。大当たり期待度は低いが、ハズレ後にVS ニルヴァーシュ type theENDリーチへと発展する場合がある。
VS スピアヘッド
レイとチャールズが乗った赤と青のスピアヘッドと戦い、撃破できれば大当たりとなる。909またはニルヴァーシュが相手になるが、ニルヴァーシュの方が期待度は高い。このリーチも、ハズレ後にVS ニルヴァーシュ type theENDリーチに発展することがある。
VS ニルヴァーシュ type theENDリーチ
アネモネが乗ったtype theENDと戦うリーチ。相手はニルヴァーシュ typeZEROに固定されている。この時、敵の先制攻撃パターンと、味方先制攻撃のパターンがある。味方先制攻撃の方が期待度は高い。このリーチはハズレ後の発展はない。ニルヴァーシュの先制攻撃になった場合、図柄を攻撃している時にエフェクトや台枠が虹色に光るが、大当たり確定ではない。

### ストーリー系リーチ
ホワイトアウト後、シャッターが勢い良く閉まればストーリー系リーチとなる。基本的に3種類あるうちのどれかが選ばれるが、期待度が低いリーチが表示されても、そこから期待度の高いリーチにステップアップしていくパターンとなる。シャッターの色がサクラ柄なら期待度アップ、金色シャッターならプレミアムとなる。原作アニメ映像をそのまま使用（一部編集箇所もある）した、アニメ系リーチとなる。
月光号VS銀河号リーチ
ストーリー系の中では期待度が一番低いリーチ。デューイ率いるアゲハ隊が搭乗している銀河号と、ゲッコーステイトメンバーが乗る月光号と戦うリーチ。最終的に敵戦艦を打ち落とすことができれば大当たりとなる。「主砲発射！」という号令をタルホが言えば通常パターンとなるが、ホランドが言えば期待度大幅アップとなる。
ニルヴァーシュ typeZERO VS ニルヴァーシュ type theENDリーチ
CGバトルリーチでも紹介した、アネモネが搭乗するtype theENDと戦うアニメ系リーチ。相手の先制攻撃に限定され、最終的に鼓動するコンパク・ドライヴが光を放てば大当たりとなる。消えてしまった場合は敗北となり、ニルヴァーシュは落下してしまう。リーチ中、レントンのカットインが発生すれば激アツ、エウレカのカットインが発生すれば大当たり濃厚となる。
エウレカを救え！リーチ
ストーリー系の中では期待度が一番高いリーチ。原作アニメの最終話がモデルとなっており、司令クラスターに幽閉されたエウレカを、ニルヴァーシュ typeZERO spec3に乗ったレントンが見事救い出すことができれば大当たりとなる。このリーチにはチャンスアップ箇所が一切ないが、期待度は高い。

### 全回転リーチ
スーパー発展時や、カップルverのステップアップ予告のキスバージョンから発展する可能性のある、発展した時点で大当たり確定のリーチ。全3種類あるが、エウレカ・レントンver以外は、7Rの可能性もある。また、いずれもキスシーンが流れる。
ノルブ&サクヤVer
原作アニメの第41話から抜粋。民衆から聖人様として崇められているサクヤと、そのサクヤを普通の人間として接した人間であるノルブとの切ないクライマックスシーンが流れる。BGMもある。セリフ音声は存在しないものの、下に字幕が付く。
ドミニク&アネモネVer
原作アニメの第48話から抜粋。typeZEROとの最後のバトル中、アネモネの世話係でもあったドミニクがたった一人で危険を省みずにアネモネを救うシーンが流れる。こちらもセリフ音声はなく、字幕が流れる。
レントン&エウレカVer
原作アニメの最終話から抜粋。「エウレカを救え！リーチ」で使用された映像の続きが流れる。こちらは原作映像をそのまま使っているので、セリフ音声も流れる。

## バトルモード
ラウンド終了後は、必ずこのバトルモードに移行する。内部的には確変状態のこのモード中は、tupeZEROとtype the ENDの熱いバトルが繰り広げられる。図柄は縦長になり、縦スクロール1ライン型になるため、ダブルリーチはかからない。バトルに勝ち続ける限り連チャンし、バトルに負けるとバトルモードが終了し、幻想モードに移行する。予告等の詳細については後述。

### バトルモード中予告
セリフ予告
画面下部には常にメッセージウインドウが表示されており、変動中にセリフが表示される。レントンとアネモネが会話するが、レントンが先に喋った方が、バトルに発展した時の勝利期待度が高くなる。また、レントンの代わりにエウレカや子供たち3人、アネモネの代わりにドミニクが喋るなどといったプレミアパターンも存在。
トラパー予告
空中戦を繰り広げている2機の後ろに、トラパーという光がついているが、この色によっても期待度が変化する。紫や赤なら期待度アップと同時にリーチ（バトル発展）確定となる。
アップ予告
typeZERO、type the ENDの機体の顔がアップになる予告。基本的にセリフ予告と複合し、type the ENDが先にアップになるのが通常パターンだが、typeZEROが先にアップになればチャンス。また、アップ時に機体の目が発光する場合があるが、typeZEROの目発光でチャンス、type the ENDの目発光でピンチとなる。
図柄停止から発展までのその他予告
リーチがかかればバトルに発展し、リーチハズレは存在しない。リーチがかかる場合、ほぼ偶数図柄でリーチがかかるが、奇数図柄でリーチがかかった場合は15R大当たり濃厚となる。リーチ後は「BATTLE」という文字が出るが、「熱戦」「鉄板」という文字が現れればプレミアム。シャッターが閉まり、2種類のバトルに発展。この時のシャッターの色がサクラ柄ならチャンス、金色ならプレミアム。

### ニルヴァーシュバトル
バトル発展時の大半はこのニルヴァーシュバトルへと発展する。先制攻撃キャラや技など様々なパターンがあるが、とりあえずtypeZEROの攻撃になれば勝利確定となる。その他にも様々なチャンスアップが存在する。
組み合い予告
バトル開始直後、互いのLFO同士が組み合い、どちらの先制になるかが決まる。この時、通常パターンだと組み合いながら時計回りに回転し発展するが、この時に反時計回りだと勝利確定。
スカイフィッシュ予告
組み合い予告後、右からスカイフィッシュが飛んでくればチャンス。通常は緑色だが、ピンク色だと勝利確定。
the END先制攻撃
組み合い予告後、the ENDが現れれば敵先制攻撃となる。途中でニルヴァーシュ役物が落下すれば攻守交代、つまり勝利確定となる。攻撃を避けるパターン、攻撃を喰らった後に耐えるパターン、攻撃を喰らい落下してしまった後にカットインが発生し復活するパターンがあり、いずれも勝利確定となる。最終的に2Rに当選してしまったらバトルモード終了となるが、2R確変に当選している可能性もあるので期待がなくなるわけではない。
鉤爪アタック
弱攻撃。攻撃を避けるか耐える可能性が高いが、負けた時の2R通常当選割合が一番高い。
ホーミングレーザー
中攻撃。予告次第では逆転する可能性があるが、若干ピンチとなる。
バスクードクライシス
強攻撃。これが発生すると終了のピンチ。この技経由で勝利すると15Rが確定するが、2R当選の割合がもっとも高い。しかし2R確変当選割合が比較的高い。
typeZERO先制攻撃
この時点で勝利が確定。中攻撃であるブーメランアタック、強攻撃であるセブンスウェルアタックの2種類が存在し、後者の場合は15Rが確定。

### スーパーシューティングバトル
シャッター演出後、ニルヴァーシュバトルと分岐して発生する可能性があるバトル。発展した時点で勝利期待度が大幅にアップするが、勝利確定ではない。基本的にチャンスアップは存在しない（プレミアパターンはある）。プッシュボタンを連打し、type the ENDを倒すことができれば勝利。プッシュボタンを押して攻撃が当たった時、「当」という文字が出るプレミアパターンが存在。

## 幻想モード
バトル敗北後や、通常時に2R当たりに当選した場合に発展するモード。基本的には77回転の時短だが、確変の可能性もある。確変だった場合は、途中や77回転終了後にバトルモードに移行。モード中は、とにかくエウレカと出会うことができれば大当たりとなり、様々な予告やチャンスアップパターンが存在。このモード中は、確変状態であればリーチハズレは存在しないが、時短だった場合はリーチハズレが存在する。そのため、エウレカを見つけられなかった場合、右上の数字が「232」等で止まるとリーチハズレ、つまり確変状態否定となってしまう。この時、右上の数字が「357」と止まると2R当選となり、継続ムービーが流れる。
コンパク・ドライヴ予告
変動開始時、コンパク・ドライヴが可動・発光する予告。緑や青・黄の場合はガセパターンも多いが、ピンクや赤ならば期待度アップ。他予告と複合する。
人影予告
レントンが「エウレカ！」と名前を呼んだら発生。人影が発生し、様々な人物がレントンの前に現れる。基本的には子供たちだが、レントンの姉ダイアンや父アドロックが出ればプレミアム。この2人は基本的にセリフを喋らないが、セリフを喋れば15R確定。定番の子供たちのセリフでも、エウレカ（子供たちは『お母さん』と呼ぶ）を示唆させるセリフなら確定となる。また人物の影に羽が生えていればプレミアム。
本棚予告
レントンが「エウレカ！」と名前を呼んだら発生。上記の人影予告と分岐する。ステップアップ形式になっており、ステップ3まで、本棚の上にエウレカが立っていればチャンス。
階段予告
リーチ演出。上記の予告発生後の発展する場合がある。レントンがエウレカを捜し求め階段を駆け上がり、最上階についた時にエウレカがいれば大当たり。いなければリーチハズレまたは2R当選となるが、復活パターンも存在する。通常は右方向に階段を駆け上がるが、左方向に駆け上がるとプレミアム。また、階段の上る最中のセリフがすべて『エウレカ！』（『エウレカ』を連呼する）というプレミアもある。階段を駆け上がる最中にエウレカがカットインすると大当たり確定。エウレカと出会えた場合、図柄が全回転するが青図柄で止まることもあるので、全回転リーチには分類されない。その代わり、ニルヴァーシュチャンスは発生しない。

## 昇格チャンス・ラウンド演出

### ニルヴァーシュチャンス
偶数図柄が揃った時に発生する昇格チャンス。プッシュボタンを押し、最終的に奇数図柄に変われば昇格。赤背景の場合は昇格期待度アップ。また、プッシュボタンの表示が金色だったり、ボタンを押した瞬間にニルヴァーシュ役物が落下したりすれば昇格確定。ここで昇格しなくても、ラウンド中昇格が発生する場合もある。ボタンを押さなかった場合、内部的に15Rに当選していれば、とりあえず偶数図柄での大当たりとなるが、必ずラウンド昇格が発生する。

### 大当たりラウンド演出
1から4連目までの楽曲はFLOWの「DAYS」、5から9連目まではNIRGILISの「Sakura」、10連目以降はHOME MADE 家族の「少年ハート」が流れる。それぞれテレビアニメのオープニング曲であり、画面もオープニング映像が流れ、後半には登場人物紹介、5連目以降には用語解説が追加され、連チャンを重ねていく毎に追加されていく。また、最終ラウンドにはアネモネのムービーが用意されており、このムービーも10連以上でプレミアムービーに変化する。
ラウンド中昇格演出
偶数図柄で大当たりした場合は、基本的に7Rで終了するが、内部的に15Rに当選していた場合は、ラウンド7R終了後にニルヴァーシュ役物が落下し、8Rが始まる。この時、楽曲が変化する。なお、昇格するか否かは、盤面右下のランプで判別が可能である。